# Campeonato Europeo de Gimnasia en Trampolín de 2022
El XXVIII Campeonato Europeo de Gimnasia en Trampolín se celebró en Rímini (Italia) entre el 1 y el 5 de junio de 2022 bajo la organización de la Unión Europea de Gimnasia (UEG) y la Federación Italiana de Gimnasia.
Las competiciones se realizaron en las instalaciones de la Feria de Rímini. 
Los gimnastas de Rusia y Bielorrusia fueron excluidos de este campeonato debido a la invasión rusa de Ucrania.

## Medallistas

### Masculino
| Evento                         | Oro                                                                             | Plata                                                                               | Bronce                                                                      |
| ------------------------------ | ------------------------------------------------------------------------------- | ----------------------------------------------------------------------------------- | --------------------------------------------------------------------------- |
| Trampolín individual (05.06)   | Allan Morante Francia 58,900                                                    | Pierre Gouzou Francia 58,820                                                        | Anton Davydenko · Ucrania · 58,130                                          |
| Trampolín por equipo (02.06)   | Morgan Demiro-o-Domiro Pierre Gouzou Allan Morante Florestan Riou Francia 12    | Diogo Abreu Pedro Ferreira Lucas Santos Rúben Tavares Portugal 10                   | Tyler Cole-Dyer Rhys Northover Zak Perzamanos Andrew Stamp Reino Unido 8    |
| Trampolín sincronizado (04.06) | Fabian Vogel · Matthias Pfleiderer · Alemania · 50,800                          | Diogo Abreu Pedro Ferreira Portugal 50,550                                          | Nikólaos Savvidis · Marios Grapsas · Grecia · 49,760                        |
| Doble mini individual (05.06)  | David Franco · España · 29,000                                                  | Lewis Gosling Reino Unido 27,100                                                    | Andrés Martínez · España · 25,800                                           |
| Doble mini por equipo (03.06)  | David Franco · Carlos del Ser · Andrés Martínez · Nicolás Toribio · España · 13 | Kobe Antheunis · Aaron Kusdemir · Wannes Geens · Jesse Croonenberghs · Bélgica · 10 | Otis McAullife Marshall Frost Lewis Gosling Omo Aikeremiokha Reino Unido 10 |
| Tumbling individual (05.06)    | Rasmus Steffensen Dinamarca 30,700                                              | Mixail Malkin Azerbaiyán 30,500                                                     | Adam Matthiesen Dinamarca 29,700                                            |
| Tumbling por equipo (03.06)    | Kristof Willerton Jaydon Paddock Ramarni Levena Lewis Westwood Reino Unido 14   | Martin Abildgaard Adam Matthiesen Rasmus Steffensen Johannes Sømod Dinamarca 11     | Adil Hacızadə Tofiq Əliyev Mixail Malkin Azerbaiyán 8                       |

### Femenino
| Evento                         | Oro                                                                                    | Plata                                                                      | Bronce                                                                             |
| ------------------------------ | -------------------------------------------------------------------------------------- | -------------------------------------------------------------------------- | ---------------------------------------------------------------------------------- |
| Trampolín individual (05.06)   | Bryony Page Reino Unido 55,410                                                         | Luba Golovina Georgia 54,300                                               | Léa Labrousse Francia 53,580                                                       |
| Trampolín por equipo (02.06)   | Melania Rodríguez · Marina Chavarría · Noemí Romero Rosario · Erica Sanz · España · 13 | Teona Dzhandzhgava Anano Apakidze Luba Golovina Sopio Dashniani Georgia 11 | Gabriela Stöhr · Leonie Adam · Luka Kristien Frey · Fiona Schneider · Alemania · 9 |
| Trampolín sincronizado (04.06) | Bryony Page Isabelle Songhurst Reino Unido 47,750                                      | Romana Schuring · Niamh Slattery · Países Bajos · 46,970                   | Anano Apakidze Teona Dzhandzhgava Georgia 46,950                                   |
| Doble mini individual (05.06)  | Kirsty Way Reino Unido 27,200                                                          | Lina Sjöberg · Suecia · 27,000                                             | Diana Gago Portugal 25,000                                                         |
| Doble mini por equipo (03.06)  | Bethany Williamson Kim Beattie Kirsty Way Madeleine Tarrant Reino Unido 13             | Diana Gago Sara Guido Maria Carvalho Rita Abrantes Portugal 12             | Erica Sanz · Alejandra Braña · Melania Rodríguez · Aintzane Dapena · España · 11   |
| Tumbling individual (05.06)    | Candy Brière-Vetillard Francia 26,300                                                  | Megan Kealy Reino Unido 26,100                                             | Megan Surman Reino Unido 24,800                                                    |
| Tumbling por equipo (03.06)    | Émilie Wambote Maëlle Dumitru-Marin Candy Brière-Vetillard Marie Deloge Francia 14     | Megan Kealy Demi Adams Megan Surman Jessica Brain Reino Unido 12           | Laura Vandevoorde · Evi Milh · Tachina Peeters · Sofie Rubbrecht · Bélgica · 10    |

## Medallero
| Núm. | País         | Oro | Plata | Bronce | Total |
| ---- | ------------ | --- | ----- | ------ | ----- |
| 1    | Reino Unido  | 5   | 3     | 3      | 11    |
| 2    | Francia      | 4   | 1     | 1      | 6     |
| 3    | España       | 3   | 0     | 2      | 5     |
| 4    | Dinamarca    | 1   | 1     | 1      | 3     |
| 5    | Alemania     | 1   | 0     | 1      | 2     |
| 6    | Portugal     | 0   | 3     | 1      | 4     |
| 7    | Georgia      | 0   | 2     | 1      | 3     |
| 8    | Azerbaiyán   | 0   | 1     | 1      | 2     |
| 8    | Bélgica      | 0   | 1     | 1      | 2     |
| 10   | Países Bajos | 0   | 1     | 0      | 1     |
| 10   | Suecia       | 0   | 1     | 0      | 1     |
| 12   | Grecia       | 0   | 0     | 1      | 1     |
| 12   | Ucrania      | 0   | 0     | 1      | 1     |
|      | TOTAL        | 14  | 14    | 14     | 42    |